# Nesiomiris hawaiiensis
Nesiomiris hawaiiensis är en insektsart som beskrevs av George Willis Kirkaldy 1902. Nesiomiris hawaiiensis ingår i släktet Nesiomiris och familjen ängsskinnbaggar. Inga underarter finns listade i Catalogue of Life.